# سو هولواي
سو هولواي هي راكبة الكنو كندية، ولدت في 19 مايو 1955 في هاليفاكس في كندا.

## وصلات خارجية
- سو هولواي على موقع اللجنة الأولمبية الدولية (الإنجليزية)
- سو هولواي على موقع أوليمبيديا (الإنجليزية)
- سو هولواي على موقع اللجنة الأولمبية الكندية (الإنجليزية)
- سو هولواي على موقع قاعة كندا للمشاهير الرياضية (الإنجليزية)